# 1916

## Събития
- 20 март – Алберт Айнщайн публикува Теорията на относителността, която обяснява зависимостта между маса и енергия.
- Приемане на григорианския календар в България (смяната стар стил – нов стил), като 31 март е последван от 14 април.
- Основан е българският футболен отбор Берое (Стара Загора).

## Родени
- ? – Любомир Алдев, български футболист († 1994 г.)
- Георги Китанов, български футболист
- Джуо Лин, първа дама на Китай (1978 – 1987) († 2009 г.)
- Димитър Николаев, български футболист
- 5 януари
  - Добри Джуров, български офицер и политик († 2002 г.)
  - Иван Тодоров-Горуня, български генерал и политик
- 7 януари
  - Орце Николов, македонски партизанин († 1942 г.)
  - Паул Керес, естонски шахматист († 1975 г.)
- 10 януари – Иван Венедиков, български археолог и траколог
- 11 януари – Методий Стратиев, български духовник
- 12 януари – Питер Бота, южноафрикански политик († 2006 г.)
- 3 февруари – Емил Карастойчев, български шахматист († 1997 г.)
- 6 февруари – Кръстю Димитров, († 1999 г.)
- 1 март – Георги Пачеджиев, български футболист и треньор по футбол († 2005 г.)
- 4 март – Ханс Айзенк, германски психолог († 1997 г.)
- 26 март –
  - Кристиан Анфинсен, американски химик († 1995 г.)
  - Стърлинг Хейдън, американски актьор († 1986 г.)
- 22 април – Йехуди Менухин, американски музикант († 1999 г.)
- 11 май – Камило Хосе Села, испански писател, лауреат на Нобелова награда за литература през 1989 г. († 2002 г.)
- 24 февруари – Иван Башев, външен министър в правителствата на Тодор Живков и Станко Тодоров (1962 – 1971). († 1971 г.)
- 20 май – Алексей Маресиев, съветски летец († 2001 г.)
- 4 юни – Робърт Фърчгот, американски учен, Нобелов лауреат († 2009 г.)
- 8 юни – Франсис Крик, британски физик и биохимик († 2004 г.)
- 9 юни – Робърт Макнамара, американски министър на отбраната по време на Карибската криза и Виетнамската война († 2009 г.)
- 26 юни – Бенжамин Астург, български футболист
- 1 юли – Оливия де Хавиланд, американска актриса, носителка на две награди „Оскар“ през 1947 и 1950 г.
- 5 юли – Стоян Гърков, български военен деец († 1999 г.)
- 9 юли – Едуард Хийт, британски политик († 2005 г.)
- 17 юли – Александер Гейщор, полски историк († 1999 г.)
- 19 юли – Димитър Списаревски, български летец († 1943 г.)
- 4 август – Елена Стефанова, българска актриса († 2010 г.)
- 5 август – Садек Чубак, ирански писател († 1998 г.)
- 28 август – Джак Ванс, американски писател († 2013 г.)
- 11 септември – Александър Кипров, български шахматист
- 17 септември – Юмжагийн Цеденбал, монголски функционер
- 23 септември – Алдо Моро, италиански политик
- 4 октомври – Виталий Гинзбург, руски физик, Нобелов лауреат († 2009 г.)
- 19 октомври – Жан Досе, френски имунолог, лауреат на Нобелова награда за физиология или медицина през 1980 г. († 2009 г.)
- 26 октомври – Франсоа Митеран, френски политик, президент на Франция (1981 – 1995) († 1996 г.)
- 8 ноември – Петер Вайс, немско-шведски писател († 1982 г.)
- 16 ноември – Доус Бътлър, американски озвучаващ актьор († 1988 г.)
- 23 ноември – Майкъл Гоф, английски актьор († 2011 г.)
- 27 ноември – Мишо Хаджийски, български писател от Таврия († 1944 г.)
- 9 декември –
- Волфганг Хилдесхаймер, немски писател
  - Кърк Дъглас, американски актьор
- 15 декември – Морис Уилкинс, английски биофизик и молекулярен биолог
- 16 декември – Иван Пейчев, български поет и драматург
- 25 декември – Ахмед Бен Бела, алжирски политик († 2012 г.)

## Починали
- Мари Бракмон,
- 11 януари – Козма Дебърски, висш български духовник
- 8 февруари – Густав Фалке, немски писател (* 1853 г.)
- 12 февруари – Рихард Дедекинд, немски математик
- 14 февруари
  - Михалаки Георгиев, български белетрист (р. 1854 г.)
  - Петко Тодоров, български писател (р. 1879 г.)
- 20 февруари – Клас Понтус Арнолдсон, шведски политик
- 28 февруари – Хенри Джеймс, американски писател (р. 1843 г.)
- 6 март – Василий Суриков, руски художник, исторически живописец (* 1848 г.)
- 22 март – Фердинанд Фелнер, австрийски архитект
- 24 март – Енрике Гранадос, испански композитор
- 28 март – Павел Плеве, руски офицер
- 11 май – Карл Шварцшилд, немски физик (р. 1873 г.)
- 28 май – Иван Франко, украински писател
- 30 май – Джон Сингълтън Мосби, американски военен
- 18 юни – Хелмут фон Молтке, германски военачалник
- 19 юни – Михаил Поморцев, руски изобретател и аеролог (р. 1851 г.)
- 5 юли – Христо Македонски, български революционер и войвода
- 15 юли – Иля Мечников, руски биолог
- 31 юли – Петър Оджаков, български просветен деец
- 16 август – Умберто Бочони,
- 30 август – Константин Жостов, български военен деец
- 2 септември – Луи Айер, български педагог
- 14 септември – Хосе Ечегарай, испански драматург, лауреат на Нобелова награда за литература през 1904 г. (р. 1832 г.)
- 21 септември – Клавдий Лебедев, руски художник
- 29 септември – Владимир Мусаков, български писател
- 2 октомври – Димчо Дебелянов, български поет (р. 1887 г.)
- 6 октомври – Иван Гюзелев, български просветен деец
- 15 ноември – Хенрик Сенкевич, полски писател, лауреат на Нобелова награда за литература през 1905 г. (р. 1846 г.)
- 21 ноември – Франц Йосиф, император на Австро-Унгария
- 22 ноември – Джек Лондон, американски писател (р. 1876 г.)
- 29 ноември – Войн Попович, сръбски военен и революционер
- 5 декември – Ханс Рихтер, австро-унгарски композитор
- 10 декември – Никола Петров, български художник-живописец
- 11 декември – Нестор Марков, български просветен деец
- 24 декември – Георги Ангелиев, български революционер
- 28 декември – Едуард Щраус, австрийски композитор
- 29 декември – Григорий Распутин, руски мистик
- ? – Джеймс Тейлър Кент, американски лекар (р. 1849 г.)

## Нобелови награди
- Физика – наградата не се присъжда
- Химия – наградата не се присъжда
- Физиология или медицина – наградата не се присъжда
- Литература – Вернер фон Хейденстам
- Мир – наградата не се присъжда